# Madden NFL系列
Madden NFL是由EA Tiburon制作、艺电发行的美式足球模拟游戏系列。游戏系列冠以美国著名美式足球教练及解说员John Madden之名，共售出1亿份。

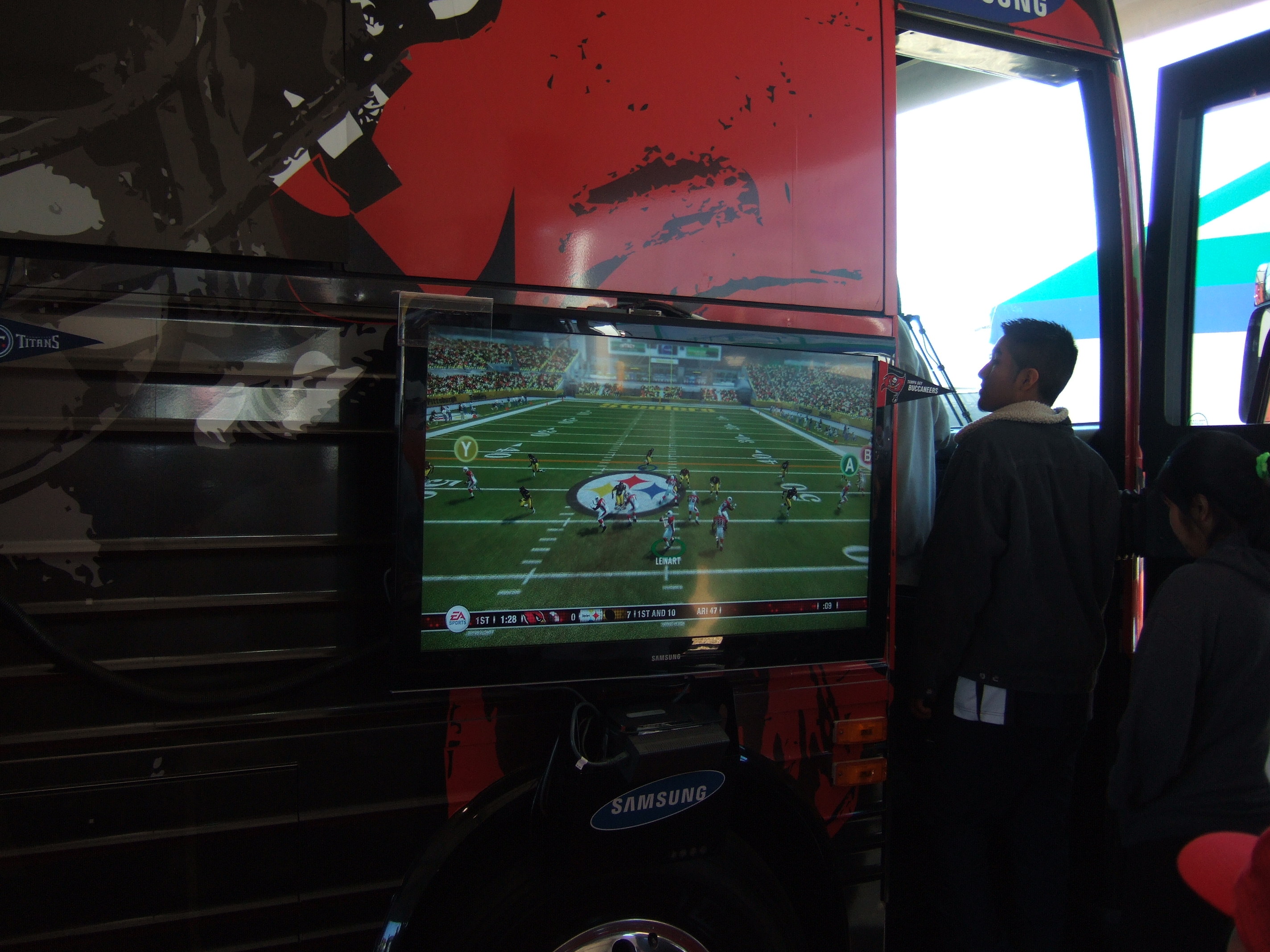
Madden NFL的遊戲畫面

Madden NFL系列的首作是于1988年在MS-DOS上发行的《John Madden Football》。最新作是《Madden NFL 2022》。